# Liste der Kulturgüter in Bellinzona
Die Liste der Kulturgüter in Bellinzona enthält alle Objekte in der Gemeinde Bellinzona im Kanton Tessin, die gemäss der Haager Konvention zum Schutz von Kulturgut bei bewaffneten Konflikten, dem Bundesgesetz vom 20. Juni 2014 über den Schutz der Kulturgüter bei bewaffneten Konflikten sowie der Verordnung vom 29. Oktober 2014 über den Schutz der Kulturgüter bei bewaffneten Konflikten unter Schutz stehen.
Objekte der Kategorien A und B sind vollständig in der Liste enthalten, Objekte der Kategorie C fehlen zurzeit (Stand: 1. Januar 2023).

## Kulturgüter
| Foto | | Objekt | Kat. | Typ | Standort                                                       | Beschreibung                                                           |
| ---- | --- | --- | ---- | --- | -------------------------------------------------------------- | ---------------------------------------------------------------------- |
| ja   | Datei hochladen · Wikidata zu Castelgrande (Q664376)                                                                          | Castelgrande KGS-Nr.: 05270 | A    | G   | Salita al Castel Grande 18 722266 / 116964                     |                                                                        |
| ja   | Datei hochladen · Wikidata zu Castello di Montebello (Q664346)                                                                | Castello di Montebello KGS-Nr.: 05271 | A    | G   | Via Artore 4 722599 / 116770                                   |                                                                        |
| ja   | Datei hochladen · Wikidata zu Castello di Sasso Corbaro (Q663436)                                                             | Castello di Sasso Corbaro KGS-Nr.: 05272 | A    | G   | Via Sasso Corbaro 44 722858 / 116434                           |                                                                        |
| ja   | Datei hochladen · Wikidata zu Pfarrkirche San Biagio in Revecchia (Q3669694)                                                  | Pfarrkirche San Biagio in Revecchia / Chiesa parrocchiale di San Biagio a Revecchia KGS-Nr.: 05274                                                                                      | A    | G   | Ravecchia, Via San Biagio 2 722181 / 116124                    |                                                                        |
| ja   | Datei hochladen · Wikidata zu Kirche Santa Maria delle Grazie (Q3673952)                                                      | Kirche Santa Maria delle Grazie und Kloster / Chiesa di Santa Maria delle Grazie e convento KGS-Nr.: 05275                                                                              | A    | G   | Via Convento 1 722000 / 116134                                 |                                                                        |
| ja   | Datei hochladen · Wikidata zu Santi Pietro e Stefano (Bellinzona) (Q3668029)                                                  | Stiftskirche Santi Pietro e Stefano mit Oratorium Santa Marta / Collegiata dei SS. Pietro e Stefano con oratorio di Santa Marta KGS-Nr.: 05276                                          | A    | G   | Piazza Collegiata 1265a.99 722376 / 116814                     |                                                                        |
| ja   | Datei hochladen · Wikidata zu Teatro Sociale (Gebäude) (Q115966349)                                                           | Teatro Sociale KGS-Nr.: 05278 | A    | G   | Piazza Governo 11 722169 / 116729                              | Architekt Restaurierung (1992–1997): Giancarlo Durisch und Pia Durisch |
| ja   | Datei hochladen · Wikidata zu Kirche San Bernardo (Q3669646)                                                                  | Kirche San Bernardo / Chiesa di San Bernardo KGS-Nr.: 05617 | A    | G   | Monte Carasso, Zona Monti 1 719570 / 117005                    |                                                                        |
| ja   | Datei hochladen · Wikidata zu Kirche Santi Trinità (Q29527039)                                                                | Kirche Santi Trinità / Chiesa della Trinità KGS-Nr.: 05618 | A    | G   | Monte Carasso, Pedmúnt 719913 / 116334                         |                                                                        |
| BW   | Datei hochladen · Wikidata zu Bergwerk Sant’Antonio (Q117188256)                                                              | Mittelalterlich-neuzeitliches Bergwerk / Miniera medievale-epoca moderna KGS-Nr.: 05717                                                                                                 | A    | F   | Sant’Antonio, Carena 728460 / 114039                           |                                                                        |
| BW   | Datei hochladen · Wikidata zu Staatliche ethnografische Sammlung des Kantons Tessin (Q27479759)                               | Staatliche ethnografische Sammlung des Kantons Tessin / Collezione etnografica dello Stato di Ticino KGS-Nr.: 08565                                                                     | A    | S   | Palazzo Franscini, Viale Stefano Franscini 30a 721550 / 116930 |                                                                        |
| ja   | Datei hochladen · Wikidata zu Staatsarchiv des Kantons Tessin (Q14847844)                                                     | Staatsarchiv des Kantons Tessin / Archivio di Stato del Cantone Ticino KGS-Nr.: 08974                                                                                                   | A    | S   | Palazzo Franscini, Viale Stefano Franscini 30a 721549 / 116929 |                                                                        |
| ja   | Datei hochladen · Wikidata zu Öffentliche Badeanstalt (Q29527027)                                                             | Öffentliche Badeanstalt / Bagno Pubblico KGS-Nr.: 09029 | A    | G   | Via Mirasole 20 721862 / 117562                                | Architekt: Aurelio Galfetti, Ivo Trümpy, Flora Ruchat-Roncati          |
| BW   | Datei hochladen · Wikidata zu SBB-Bahnwerkstätte (Q117189055)                                                                 | SBB-Bahnwerkstätte / Officina ferroviaria FFS KGS-Nr.: 09394 | A    | G   | Viale Officina 18 722835 / 117559                              |                                                                        |
| ja   | Datei hochladen · Wikidata zu Mittelschule (Q29527066)                                                                        | Mittelschule / Scuola media KGS-Nr.: 09395 | A    | G   | Via Lavizzari 3 / Via Vincenzo Dalberti 28 722061 / 117378     | Architekt: Alberto Camenzind mit Bruno Brocchi                         |
| ja   | Datei hochladen · Wikidata zu Burgen von Bellinzona (Q510279)                                                                 | Bellinzona, neolithische Siedlung, Städte und Burgen vom Mittelalter bis zur Neuzeit / Bellinzona, insediamento neolitico, città e castelli dal Medioevo all'età moderna KGS-Nr.: 09681 | A    | F   | 722350 / 116899                                                |                                                                        |
| ja   | Datei hochladen · Wikidata zu Murata (Q1953573)                                                                               | Murata und mittelalterliche Befestigungen / Bellinzona, murata e fortificazioni medievali KGS-Nr.: 10266                                                                                | A    | G   | Piazza del Sole / Piazza Indipendenza 721821 / 116944          |                                                                        |
| BW   | Datei hochladen · Wikidata zu Archiv und archäologische Sammlung des Kantons Tessin (Q29527047)                               | Archivio et collezione archeologica dello Stato di Ticino / Archiv und archäologische Sammlung des Kantons Tessin KGS-Nr.: 10528                                                        | A    | S   | Palazzo Franscini, Viale Stefano Franscini 30a 721550 / 116931 |                                                                        |
| BW   | Datei hochladen · Wikidata zu Nekropole der Eisenzeit (Q29527058)                                                             | Nekropole der Eisenzeit / Necropoli dell’età del Ferro KGS-Nr.: 10534 | A    | F   | Gudo, Progero 715999 / 114350                                  |                                                                        |
| BW   | Datei hochladen · Wikidata zu San Defendente, mittelalterliche Siedlung (Q29527053)                                           | San Defendente, mittelalterliche Siedlung / San Defendente, insediamento medievale KGS-Nr.: 10537                                                                                       | A    | F   | Sementina 719913 / 116334                                      |                                                                        |
| ja   | Datei hochladen · Wikidata zu Befestigungsanlagen aus dem neunzehnten Jahrhundert (bekannt als "Hungerfestungen") (Q29527052) | Befestigungsanlagen aus dem neunzehnten Jahrhundert (bekannt als "Hungerfestungen") / Fortificazioni ottocentesche (dette «Fortini della Fame») KGS-Nr.: 11774                          | A    | G   | Sementina 720500 / 115424                                      |                                                                        |
| ja   | Datei hochladen · Wikidata zu Mittelalterliche Siedlung Prada (Q29883984)                                                     | Prada, mittelalterliche Siedlung / Prada, insediamento medievale KGS-Nr.: 12022 | A    | F   | 723590 / 115914                                                |                                                                        |
| BW   | Datei hochladen | Monte Carasso (Corte di Sotto / Puncète), mittelalterliche Siedlung / Monte Carasso (Corte di Sotto / Puncète), insediamento medievale KGS-Nr.: 16520                                   | A    | F   | 719990 / 117070                                                |                                                                        |
| BW   | Datei hochladen | Gudo (Quadrell), Mauerstrukturen aus der Eisenzeit / Gudo (Quadrell), strutture murarie dell’età del Ferro KGS-Nr.: 00625                                                               | B    | F   | 716720 / 114800                                                |                                                                        |
| ja   | Datei hochladen · Wikidata zu Kirche Sacro Cuore und Kloster (Q3668583)                                                       | Kirche Sacro Cuore und Kloster / Chiesa del Sacro Cuore e convento KGS-Nr.: 05280 | B    | G   | Via Varrone 12 722776 / 117885                                 | Architekt: Carlo Tami und Rino Tami                                    |
| ja   | Datei hochladen · Wikidata zu Santi Giovanni Battista ed Evangelista (Q29883942)                                              | Kirche Santi Giovanni Battista ed Evangelista / Chiesa dei Santi Giovanni Battista ed Evangelista KGS-Nr.: 05281                                                                        | B    | G   | Viale G. Henri Guisan 4 722473 / 117180                        |                                                                        |
| ja   | Datei hochladen · Wikidata zu San Rocco (Q3671865)                                                                            | Kirche San Rocco / Chiesa di San Rocco KGS-Nr.: 05282 | B    | G   | Piazza Indipendenza 722316 / 116616                            |                                                                        |
| ja   | Datei hochladen · Wikidata zu Ursulinenpalast (Q29884010)                                                                     | Ursulinenpalast / Palazzo delle Orsoline KGS-Nr.: 05284 | B    | G   | Piazza Governo 6 722101 / 116775                               |                                                                        |
| ja   | Datei hochladen · Wikidata zu Haus Sacchi (Q29883926)                                                                         | Casa Sacchi KGS-Nr.: 05286 | B    | G   | Via Orico 7 722072 / 116833                                    |                                                                        |
| ja   | Datei hochladen · Wikidata zu Gemeindehaus (Q29884005)                                                                        | Gemeindehaus / Palazzo comunale KGS-Nr.: 05287 | B    | G   | Piazza Nosetto 5 722263 / 116718                               |                                                                        |
| ja   | Datei hochladen · Wikidata zu Raiffeisenbank Bellinzona (Q29883895)                                                           | Raiffeisenbank Bellinzona / Banca Raiffeisen Bellinzonese KGS-Nr.: 05292 | B    | G   | Via Giovanni Jauch 1 722087 / 116655                           |                                                                        |
| BW   | Datei hochladen · Wikidata zu Villa Bonetti (Q29884031)                                                                       | Villa Bonetti KGS-Nr.: 05294 | B    | G   | Via Emilio Motta 5 721881 / 116824                             |                                                                        |
| BW   | Datei hochladen · Wikidata zu Villa (Q29884023)                                                                               | Villa KGS-Nr.: 05297 | B    | G   | Via Lugano 9 722153 / 116469                                   |                                                                        |
| ja   | Datei hochladen · Wikidata zu Pfarrkirche San Martino (Q3671026)                                                              | Pfarrkirche San Martino / Chiesa parrocchiale di San Martino KGS-Nr.: 05360 | B    | G   | Camorino, Al Sècch 13 720979 / 113416                          |                                                                        |
| ja   | Datei hochladen · Wikidata zu Kirche und Kloster Santa Maria Assunta (Q3860546)                                               | Kirche und Kloster Santa Maria Assunta / Chiesa e monastero di Santa Maria Assunta KGS-Nr.: 05415                                                                                       | B    | G   | Claro, Valle del Molino 723169 / 124110                        |                                                                        |
| BW   | Datei hochladen · Wikidata zu Leichenhalle (ehemaliges Oratorium Santa Anna) (Q29883898)                                      | Leichenhalle (ehemaliges Oratorium Santa Anna) / Camera mortuaria (già oratorio di Santa Anna) KGS-Nr.: 05474                                                                           | B    | G   | Giubiasco, Via San Giobbe 721140 / 114612                      |                                                                        |
| BW   | Datei hochladen · Wikidata zu Pfarrkirche Santa Maria Assunta (Q29883965)                                                     | Pfarrkirche Santa Maria Assunta / Chiesa parrocchiale di Santa Maria Assunta KGS-Nr.: 05475                                                                                             | B    | G   | Giubiasco, Via E. Berta 721491 / 114634                        |                                                                        |
| BW   | Datei hochladen · Wikidata zu Pfarrkirche San Pietro Martire (Q29883974)                                                      | Pfarrkirche San Pietro Martire / Chiesa parrocchiale di San Pietro Martire KGS-Nr.: 05476                                                                                               | B    | G   | Gnosca, Via Valarenche 722011 / 121524                         |                                                                        |
| ja   | Datei hochladen · Wikidata zu Ruine der Kirche San Giovanni Battista (Q29884017)                                              | Ruine der Kirche San Giovanni Battista / Ruderi della chiesa di San Giovanni Battista KGS-Nr.: 05477                                                                                    | B    | F   | Gnosca, Caraa San Giovan 722127 / 121172                       |                                                                        |
| ja   | Datei hochladen · Wikidata zu Chiesa dei Santi Carpoforo e Maurizio (Q3668096)                                                | Kirche Santi Carpoforo e Maurizio / Chiesa dei Santi Carpoforo e Maurizio KGS-Nr.: 05479                                                                                                | B    | G   | Gorduno, Via alle Gerre 2 723022 / 120472                      |                                                                        |
| BW   | Datei hochladen · Wikidata zu Pfarrkirche Santi Rocco e Sebastiano (Q29883959)                                                | Pfarrkirche Santi Rocco e Sebastiano / Chiesa parrocchiale dei Santi Rocco e Sebastiano KGS-Nr.: 05480                                                                                  | B    | G   | Gorduno, Piazza della Chiesa 6 722973 / 119628                 |                                                                        |
| BW   | Datei hochladen · Wikidata zu Oratorium Santi Nazario e Celso (Q117195554)                                                    | Oratorium Santi Nazario e Celso / Oratorio dei Santi Nazario e Celso KGS-Nr.: 05482 | B    | G   | Gudo, Via San Nazario 716408 / 114833                          |                                                                        |
| ja   | Datei hochladen · Wikidata zu Kirche Santa Maria in Progero (Q3673210)                                                        | Kirche Santa Maria in Progero / Chiesa di Santa Maria a Progero KGS-Nr.: 05483 | B    | G   | Gudo, Piazzetta Santa Maria 716166 / 114632                    |                                                                        |
| ja   | Datei hochladen · Wikidata zu Pfarrkirche San Vittore (Q3672203)                                                              | Pfarrkirche San Vittore / Chiesa parrocchiale di San Vittore KGS-Nr.: 05613 | B    | G   | Moleno, Piazza della Chiesa 719927 / 125268                    |                                                                        |
| ja   | Datei hochladen · Wikidata zu Kirche Santi Girolamo e Bernardino und ehemaliges Augustinerkloster (Q3668088)                  | Kirche Santi Girolamo e Bernardino und ehemaliges Augustinerkloster / Chiesa dei Santi Bernardino e Girolamo e antico convento delle Agostiniane KGS-Nr.: 05619                         | B    | G   | Monte Carasso, El Cunvént 6 720331 / 116267                    | Architekt: Luigi Snozzi                                                |
| ja   | Datei hochladen · Wikidata zu Pfarrkirche Santi Simone e Giuda (Q3668444)                                                     | Pfarrkirche Santi Simone e Giuda / Chiesa parrocchiale dei Santi Simone e Giuda KGS-Nr.: 05689                                                                                          | B    | G   | Preonzo, El Stradón 720527 / 124753                            |                                                                        |
| BW   | Datei hochladen | Pfarrkirche San Michele / Chiesa parrocchiale di San Michele KGS-Nr.: 05723 | B    | G   | Sementina, Via Chicherio 1 719857 / 116256                     |                                                                        |
| BW   | Datei hochladen | Oratorium San Defendente und klösterliches Haus / Oratorio di San Defendente e casa della monacaria KGS-Nr.: 05724                                                                      | B    | G   | Sementina, San Defendente 717888 / 115888                      |                                                                        |
| ja   | Datei hochladen · Wikidata zu Museum Villa dei Cedri (Q27479764)                                                              | Museo Villa dei Cedri (collezione) KGS-Nr.: 08636 | B    | S   | Via San Biagio 9 722125 / 116023                               |                                                                        |
| BW   | Datei hochladen | Case Terenzio KGS-Nr.: 11915 | B    | G   | Via Vallone 21–25 722673 / 118242                              | Architekt: Roberto Bianconi                                            |
| ja   | Datei hochladen · Wikidata zu Appartementhaus (Q29883905)                                                                     | Appartementhaus / Casa d'appartamenti KGS-Nr.: 11916 | B    | G   | Via San Gottardo 64 723161 / 118016                            | Architekt: Roberto Bianconi                                            |
| BW   | Datei hochladen | Case Terenzio KGS-Nr.: 11917 | B    | G   | Via Vallone 17–19 722774 / 118191                              | Architekt: Roberto Bianconi                                            |
| BW   | Datei hochladen · Wikidata zu (Q29883907)                                                                                     | Patrizierhaus in Carasso / Casa patriziale a Carasso KGS-Nr.: 11918 | B    | G   | Carasso, Via Galbisio 23 721820 / 118319                       |                                                                        |
| ja   | Datei hochladen · Wikidata zu Haus Rotalinti (Q29883909)                                                                      | Casa Rotalinti KGS-Nr.: 11919 | B    | G   | Via Sasso Corbaro 5 722665 / 116220                            | Architekt: Aurelio Galfetti                                            |
| ja   | Datei hochladen · Wikidata zu Evangelisch-reformierte Kirche mit Pfarrhaus (Q29883956)                                        | Evangelisch-reformierte Kirche mit Pfarrhaus / Chiesa evangelica riformata con casa parrocchiale KGS-Nr.: 11921                                                                         | B    | G   | Viale Stefano Franscini 1 722164 / 116567                      |                                                                        |
| BW   | Datei hochladen · Wikidata zu (Q29883986)                                                                                     | Neues Regierungsgebäude / Nuovo palazzo del Governo KGS-Nr.: 11922 | B    | G   | Piazza Governo 7 722059 / 116718                               |                                                                        |
| BW   | Datei hochladen · Wikidata zu (Q29883993)                                                                                     | Oratorium Corpus Domini / Oratorio del Corpus Domini KGS-Nr.: 11923 | B    | G   | Via Magoria 722392 / 116777                                    |                                                                        |
| BW   | Datei hochladen | Casa Sacchi KGS-Nr.: 11925 | B    | G   | Via Orico 9 722044 / 116834                                    |                                                                        |
| ja   | Datei hochladen · Wikidata zu Palast (Q29884001)                                                                              | Palazzo KGS-Nr.: 11927 | B    | G   | Viale Stazione 26, 28 722612 / 117075                          |                                                                        |
| ja   | Datei hochladen · Wikidata zu Tessiner Bankgesellschaft (Q29884021)                                                           | Società Bancaria Ticinese KGS-Nr.: 11928 | B    | G   | Piazza Collegiata 3 722329 / 116787                            |                                                                        |
| BW   | Datei hochladen · Wikidata zu (Q29883931)                                                                                     | Casa Taragnoli KGS-Nr.: 11939 | B    | G   | Monte Carasso, Piedmúnt 25 720133 / 116421                     |                                                                        |
| BW   | Datei hochladen · Wikidata zu Kantonsbibliothek Bellinzona (Q3639627)                                                         | Kantonsbibliothek / Biblioteca cantonale KGS-Nr.: 11990 | B    | S   | Palazzo Franscini, Viale Stefano Franscini 30a 721551 / 116932 |                                                                        |
| BW   | Datei hochladen | Gorduno (San Carpoforo), mittelalterliche Burgruine / Gorduno (San Carpoforo), ruderi del castello medievale KGS-Nr.: 12025                                                             | B    | F   | Gorduno 723015 / 120489                                        |                                                                        |
| BW   | Datei hochladen | Castello dei Magoria KGS-Nr.: 17203 | B    | G   | Claro 722258 / 124357                                          |                                                                        |
| ja   | Datei hochladen | Robbenbrunnen / Fontana della foca KGS-Nr.: 17204 | B    | K   | Piazza Governo 722137 / 116751                                 |                                                                        |
| BW   | Datei hochladen | Palazzo Resinelli KGS-Nr.: 17205 | B    | G   | Viale Stazione 21–25 722598 / 117108                           |                                                                        |
| BW   | Datei hochladen | Villa Gloria KGS-Nr.: 17206 | B    | G   | Via Federico Pedotti 6 722284 / 116303                         |                                                                        |
| BW   | Datei hochladen | Wohnhaus / Casa d’appartamenti KGS-Nr.: 17207 | B    | G   | Via Federico Pedotti 1 722205 / 116410                         |                                                                        |